# フェロー諸島の紋章
フェロー諸島の紋章（フェローしょとうのもんしょう）は、盾に銀色の雄羊（フェロー語: Veðrur）が描かれている。これが最初に現れた例は、キルクシュボア（英語）で見つかった15世紀頃の中世の椅子1脚であった。後に立法府（Løgting）の議員（Løgrættumenn）などによって、羊の頭部を二重の円で囲んだ別の印章が使われた時期がある。

## 歴史
盾の紋章は、立法府が1816年に廃止されると使われなくなり、1952年に再興しても、あるいはまたイギリス軍によるフェロー諸島占領でデンマークの支配から解放された第二次世界大戦の戦中戦後の時期にも用いられることはなかった。
1948年に「ホームルール法」が施行されると紋章は復活して、議会ではなく政府（Landsstýri）が採用した。佩用者の称号（Løgmaður）は、議会の長ではなく政府の長にあてられた。
2004年4月1日、首相府は、首相と首相府が採用した新しい紋章を公表し、キルクシュボアの椅子に描かれた原型に基づく新解釈を示している。盾の色はフェロー諸島の旗（Merkið）の青色にゴールデンイエローを加えた。片方の前足を上げて顎（あご）を引き、守りの姿勢を取った雄羊を描いてある。この紋章はフェロー諸島の閣僚ならびに公式の代表者のみが佩用しており、旧来の記章を使い続ける人もいる。

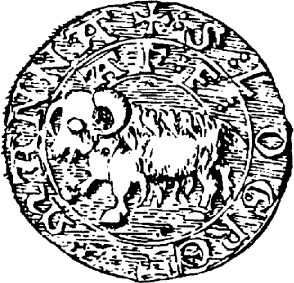
旧来の印章（1513年）
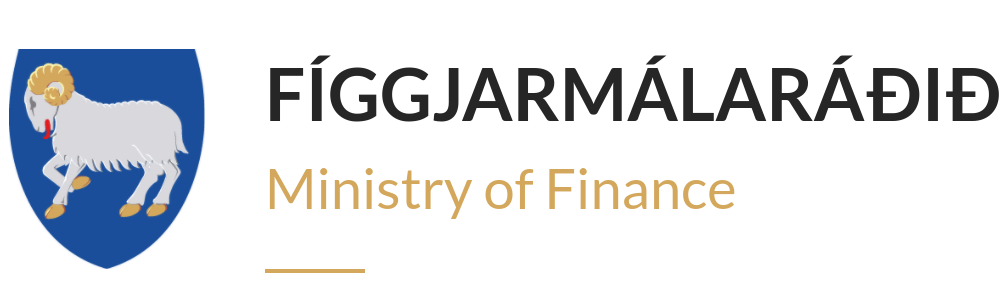
財務庁（Fíggjarmálaráðið）のロゴ（2021年）
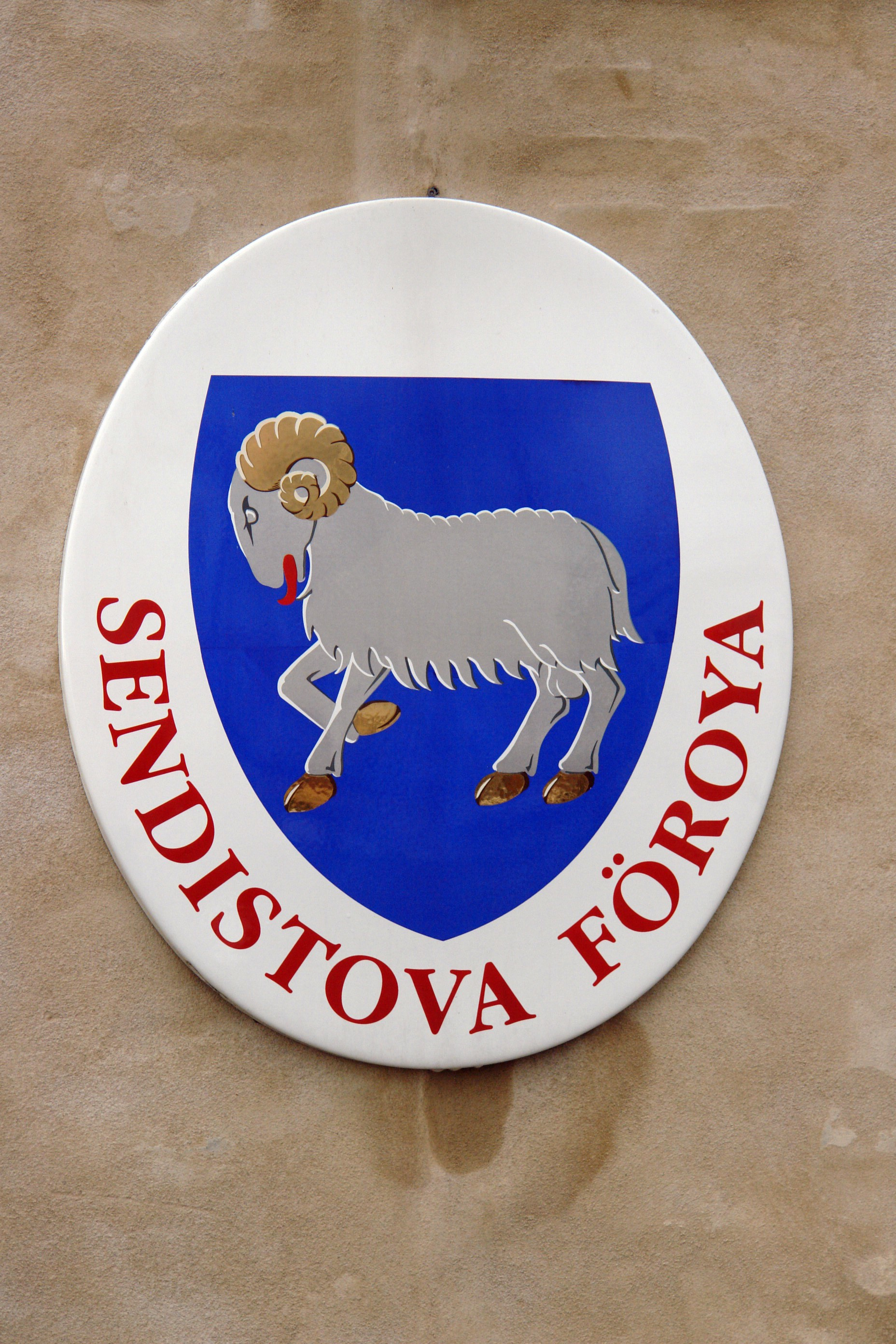
フェロー諸島大使館の掲示（コペンハーゲン）